# Milan Sever
Milan Sever, slovenski arhitekt, *  9. julij 1904, Algersdorf, Avstrija, † 21. april 1962, Ljubljana.

## Življenje in delo
Milan Sever, brat igralke Save Sever, je v letih 1914−1918 obiskoval nižjo gimnnazijo v Novem mesto, od 1918–1923 tehniško srednjo šolo v Ljubljani. Po končanem šolanju je v letih 1924−1927 služboval kot tehnik na Gradbeni direkciji v Ljubljani. Leta 1928 je v Ljubljani opravil maturo na realki, potem študiral arhitekturo ter 1932 diplomiral pri profesorju Plečniku. Kot štipendist francoske vlade je delal v Parizu (1933-1934) pri Le Corbusieru. Po vrnitvi domov je bil v letih 1934−1937 v Ljubljani kalkulant, projektant in šef gradbišča pri gradbenem podjetju Mavrič in opravil leta 1936 državni izpit za pooblaščenega inženirja arhitekture. V letih 1937–1940 je delal pri gradbenem podjetju Slograd, 1940–1941 v Novem Sadu kot projektant v biroju arhitekta J. Neidhardta, 1941–1942 pa v Ljubljani pri mestnem gradbbenem oddelku. Italijanski okupator ga je aretiral in interniral v Gonars (1942–1943), po izpustitvi pa je delal kot ilegalec v Ljubljani (1943–1945). Po 1945 je bil pomočnik direktorja gradbenega podjetja Gradis in do 1947 profesor na Tehniški srdnji šoli v Ljubljani, 1947–1950 načelnik v ministrstvu za gradnje LRS, od 1950 pa docent in nato redni profesor na oddelku za arhitekturo ljubljanske FAG, kjer je predaval arhitekturne konstrukcije.